# Нижний Афонинский (Каховский) пруд
Нижний Афонинский пруд (другие названия: Пруд на Большой Юшуньской, Каховский пруд) находится в городе Москве в районе Зюзино на юго-восточной окраине Зюзино Парка, у д.16 по Большой Юшуньской улице. Принадлежит бассейну реки Городни.

## История
В верховьях Афонинского оврага, на землях сельца Маркова издавна известны два пруда. Устроены были они, скорее всего, в сельскохозяйственных целях (водопой для скота). Позднее верхний пруд был засыпан, а нижний пруд сохранился, но был искусственно уменьшен и закован в бетон.

## Описание
Неправильно-четырёхугольный. Площадь 0,7 га. Максимальная глубина 5 метров. Бьют ключи из-за которых пруд всегда полноводен и не пересыхает. По весне, в половодье, пруд наполняется за счёт ручьёв бегущих из Зюзино Парка. До реконструкции Зюзино парка, в 2013 году, сливного устройства в водоёме не было и в сильные дожди, часто, случалось подтопление парка с северо-западной стороны пруда.
На данный момент переливной сток, через систему труб, выводит лишнюю воду из Афонинского пруда в реку Водянку, которая соединяясь с рекой Чертановкой впадает в реку Городню.
Всё берега ухоженые, чистые, укреплены сосновыми сваями по периметру. По берегу расположены многочисленные лавочки для отдыха, стильные фонари, для прибрежных прогулок в темное время суток, асфальтированная дорожка обрамлённая плиткой. В пруду ловится рыба (карась, ротан и пр.) и водятся раки. Местные жители летом спасаются от жары около водоёма, некоторые плавают в воде, хотя официально купание в пруду запрещено. На северо-восточном берегу разрослась японская гречиха. Вода визуально чиста. Берега чистые.
На северном берегу пруда поставлен временный Храм Святого Николая Чудотворца. Впоследствии на его месте в рамках программы строительства православных храмов в городе Москве будет воздвигнут Храм священномученика Вениамина Петроградского в Зюзине.